# Dolmen de Cocherelle
Ce dolmen est situé dans le quartier de Cocherelle, sur la commune française de Montreuil, département d'Eure-et-Loir en région Centre-Val de Loire.
Il est composé de quatre plaques de grès, deux pour les pieds et deux pour la table (toit). Seul un côté du dolmen existe, les deux plaques de table sont posées sur les deux pierres verticales de côté (orthostates). L'ensemble forme un prisme.

## Localisation et propriété
Le dolmen se trouve en bordure d'une propriété privée. Il est facilement visible depuis la route. Il est situé à environ 1 km de la mairie de Montreuil dans la rue du Dolmen. Il a été utilisé comme cabane dans un passé proche (XIXe siècle) mais ces aménagements ont disparu aujourd'hui.

## Dimensions
Les pierres de table font approximativement trois mètres sur deux et les orthostates (pieds), deux mètres sur deux.